# Lyngsjö station

Lyngsjö station på Gärds Härads järnväg (GJ) låg en bra bit från Lyngsjö kyrkby (3,5 km fågelvägen, 4 km vägledes). Den var en typisk ångspårvägsstation för linjen Skepparslöv - Tollarp - Everöd - Degeberga, med gaveln mot banan. Linjen Tollarp - Everöd - Åhus nedlades redan 1936.

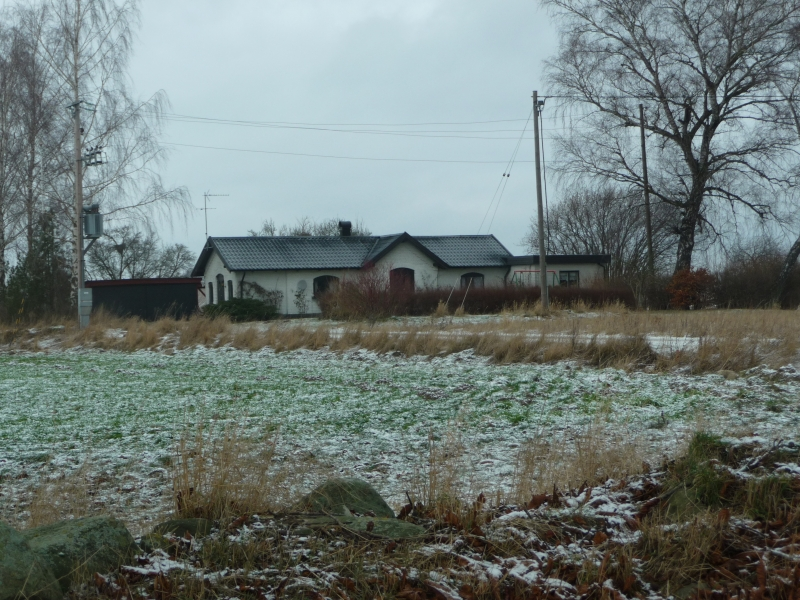
Lyngsjö station, med gaveln mot banan, som kom från vänster i bilden. Järnvägen nedlades redan 1936.

Stationen hette Hommentorp till 1883. 
I Sveriges Järnvägar från 1921  omnämns enbart namnet Lyngsjö. Stationen lades ner 1923.
Stationen ligger mitt på linjen mellan Tollarp - Everöd, 4 km från både Tollarp och Everöd, se ÖSJs linjenät.